# Lois Duncan
Lois Duncan Steinmetz, nota come Lois Duncan (Filadelfia, 28 aprile 1934 – Bradenton, 15 giugno 2016), è stata una scrittrice statunitense.

## Biografia
Nata a Filadelfia il 28 aprile 1934 dai fotografi Joseph and Lois Steinmetz, ha trascorso la giovinezza a Sarasota.
Ha mostrato interesse nella scrittura fin da giovanissima: a 10 anni i primi invii di manoscritti, a 13 la prima pubblicazione in rivista e a 17 la vittoria ad una competizione di storie brevi.
Dopo gli studi al Sarasota High School, nel 1952 si è iscritta all'Università Duke, ma ha abbandonato gli studi l'anno successivo in seguito al matrimonio concentrando i suoi sforzi sulla scrittura fino a vincere 1000 dollari e un contratto per la pubblicazione di quello che diverrà il suo esordio letterario: il romanzo Debutante Hill uscito nel 1968.
Diventata ormai scrittrice a tempo pieno, nel 1962 si è trasferita ad Albuquerque e ha insegnato giornalismo all'Università del Nuovo Messico dopo aver conseguito un B.A. nel 1977.
Nel corso della sua carriera ha pubblicato numerosi romanzi appartenenti alla narrativa per giovani adulti con incursioni nel giallo, nel fantasy e nell'horror fornendo il soggetto per pellicole televisive e cinematografiche come i tre volumi della serie So cosa hai fatto alla base di altrettante trasposizioni cinematografiche.
La sua esistenza è stata funestata da un terribile lutto: l'assassinio rimasto senza colpevole della figlia allora diciottenne Kaitlyn Arquette uccisa con due colpi di pistola mentre era alla guida. La morte è stata archiviata dagli investigatori come conseguenza di una sparatoria casuale, ma la Duncan non si è accontentata della conclusione dell'inchiesta e con il marito ha intrapreso un'indagine narrata nel saggio del 1994 Who Killed My Daughter?.
È morta a Bradenton il 15 giugno 2016 all'età di 82 anni.

## Opere

### Romanzi
- Debutante Hill (1958)
- A Gift of Magic (1960)
- Game of Danger (1962)
- The Middle Sister (1962)
- Season of the Two - Heart (1964)
- Five Were Missing (1966)
- Point of Violence (1966)
- They Never Came Home (1969)
- Peggy (1970)
- Hotel for Dogs (1971)
- When the Bough Breaks (1973)
- So cosa hai fatto (I Know What You Did Last Summer, 1973), Milano, Sperling & Kupfer, 1998 traduzione di Giovanni Ughes ISBN 88-200-2694-5.
- Dark Hall (Down a Dark Hall, 1974), Milano, Mondadori, 2018 traduzione di Egle Costantino ISBN 978-88-04-70245-0.
- Summer of Fear (1976)
- Uccidiamo Mr. Griffin (Killing Mr. Griffin, 1978), Milano, Il Giallo Mondadori N.1636, 1980 traduzione di Elisa Pelitti
- Daughters of Eve (1979)
- Stranger with My Face (1981)
- The Third Eye (1984)
- Locked in Time (1985)
- The Twisted Window (1987)
- Don't Look Behind You (1989)
- Gallows Hill (1997)
- I Still Know What You Did Last Summer (1998)
- News For Dogs (2009)
- Movie for Dogs (2010)

### Romanzi firmati "Lois Kerry"
- Love Song for Joyce (1958)
- A Promise for Joyce (1959)

### Raccolte di poesie
- From Spring to Spring (1983)
- Seasons of the Heart (2007)

### Saggi
- How to Write and Sell Your Personal Experiences (1979)
- Chapters: My Growth as a Writer (1982)
- Who Killed My Daughter? (1992)
- Psychic Connections (1995)
- One to the Wolves (2013)

### Libri illustrati
- The Littlest One in the Family (1959)
- Silly Mother (1962)
- Giving Away Suzanne (1962)
- The Terrible Tales of Happy Days School (1983)
- Horses of Dreamland (1985)
- Wonder Kid Meets the Evil Lunch Snatcher (1988)
- The Birthday Moon (1989)
- The Circus Comes Home (1993)
- The Magic of Spider Woman (1996)
- The Longest Hair in the World (1999)
- I Walk at Night (2000)
- Song of the Circus (2002)

## Adattamenti cinematografici
- So cosa hai fatto (I Know What You Did Last Summer), regia di Jim Gillespie (1997)
- Incubo finale (I Still Know What You Did Last summer), regia di Danny Cannon (1998)
- Leggenda mortale (I'll Always Know What You Did Last Summe), regia di Sylvain White (2006)
- Hotel Bau (Hotel for Dogs), regia di Thor Freudenthal (2009)
- Dark Hall (Down a Dark Hall), regia di Rodrigo Cortés (2018)

## Adattamenti televisivi
- Summer of Fear film TV, regia di Wes Craven (1978)
- L'ultima lezione del professor Griffin (Killing Mr. Griffin) film TV, regia di Jack Bender (1997)
- Sotto massima protezione (Don't Look Behind You) film TV, regia di David Winning (1999)
- Una sconosciuta nell'ombra (Stranger with My Face) film TV, regia di Jeff Renfroe (2009)

## Premi e riconoscimenti
- Margaret Edwards Award: 1992[9]
- Grand Master Award: 2015[10]